# Alena Vránová
Alena Vránová, född 30 juli 1932 i Prag, Tjeckoslovakien, är en tjeckisk skådespelare. Vránová är mest berömd för huvudrollen som prinsessan Krasomila i sagofilmen Den stolta prinsessan från 1952. Men hon medverkade även i flera andra populära tjeckoslovakiska filmer på 1950-talet och början av 1960-talet. Därefter verkade hon allt mer som teaterskådespelare, särskilt vid Prags kommunala teater. Vránová fortsatte dock medverka i film och TV-serier fram till 2018.
Hon är utbildad vid Divadelní fakulta Akademie múzických umení v Praze. 1997 tilldelades hon Thaliapriset för sin roll som Gertie i pjäsen Bouřlivé jaro.

## Filmografi, urval
- 1952 – Den stolta prinsessan
- 1957 – Hrátky s čertem
- 1979 – Já už budu hodný, dědečku!
- 1994 – Díky za každé nové ráno
- 2007 – Vratné lahve